# 華潤煤業
華潤煤業控股有限公司，簡稱華潤煤業（China Resources Coal Holdings Corporation Limited），華潤集團旗下華潤電力附屬公司，是在2010年成立，其主要業務从事煤矿投资、建设与运营管理。
其地方包括内蒙古、江苏、湖南、河南、贵州、山西等地區，現時由李社堂主理所有業務。

## 外部連結
- 華潤煤業控股有限公司 （页面存档备份，存于）